# François Busnel
Pour les articles homonymes, voir Busnel.
François Busnel, né le 8 mai 1969 à Argenteuil (Val-d'Oise), est un journaliste, critique littéraire, producteur et animateur de radio et de télévision français.
Il est connu pour avoir été notamment animateur et producteur de l'émission littéraire hebdomadaire La Grande Librairie sur France 5 de 2008 à 2022. Il a également été rédacteur en chef du service « Livres » de L'Express de 2006 à 2008, producteur de la quotidienne Le Grand Entretien sur France Inter entre 2010 et 2013, directeur de la rédaction du magazine Lire entre 2004 et 2015, éditorialiste à L'Express entre 2008 et 2015 et fondateur et directeur de la rédaction du magazine America entre 2017 et 2021.

## Biographie
François Busnel est né le 8 mai 1969 à Argenteuil dans le Val-d'Oise. Adopté à trois ans et demi,, il devient le fils d’un expert comptable et d'une mère au foyer. En parallèle de ses études pour un DEA en histoire et en philosophie, il commence à écrire des piges qu'il propose à diverses rédactions. En novembre 1989, il part avec un ami à Berlin et assiste à la chute du mur. Il finit par être engagé par Radio France internationale (RFI). De 1990 à 1995, il fait des reportages pour cette dernière en Afrique puis au Moyen-Orient. Il sillonne le continent africain, participe au raid africain des grandes écoles, écrit des guides touristiques[Lesquels ?] ainsi que ses premiers reportages pour la presse écrite (Geo et La Croix). Il enseigne également la philosophie en lycée et à Sciences Po.
En 1995, il décide de changer d'orientation professionnelle. De 1996 à 2001, il anime l'émission quotidienne de littérature Envie de lire sur la radio BFM. Il est récompensé d'un prix de la critique[Lequel ?] en 1999 pour ce programme radiophonique. Il collabore également avec le quotidien Dernières Nouvelles d'Alsace dans lequel il tient la rubrique « Livres », et publie de nombreux reportages littéraires dans Le Magazine littéraire alors dirigé par Jean-Jacques Brochier.
De 1999 à 2000, il fait ses premiers pas à la télévision en co-présentant Les Écrans du savoir sur La Cinquième. L'émission est récompensée en 2000 par un 7 d'or de la meilleure émission éducative.
En 2001, soutenu par Denis Jeambar il entre à L'Express comme rédacteur en chef adjoint du service « Livres » et se voit confier une chronique, qu'il tient jusqu'en 2008, dans l'émission littéraire Vol de nuit présentée par Patrick Poivre d'Arvor sur TF1. Il se met alors à suivre la littérature américaine et se rend régulièrement sur place pour de longs entretiens avec des écrivains.
Il collabore à L'Express jusqu'en 2015.
À la même époque, il réalise pour France 5 une série de documentaires sur la mythologie grecque. En septembre 2002, il rencontre les écrivains américains Norman Mailer, Arthur Miller, William Styron, Russell Banks, Paul Auster et Rick Moody pour recueillir leurs réactions aux attentats du 11 septembre 2001.
En 2004, il succède à Pierre Assouline à la direction de la revue mensuelle de littérature Lire,, fondée en 1975 par Bernard Pivot et Jean-Louis Servan-Schreiber. Chargé d'en renouveler la formule, il introduit de nouvelles rubriques centrées sur le reportage et l'enquête, et recrute de nouvelles plumes comme Jean-Jacques Brochier, Gérard Oberlé, Frédéric Beigbeder et Jean-Claude Pirotte.
De 2005 à 2008, il anime l'émission littéraire Les Livres de la 8 sur la nouvelle chaîne Direct 8, à la demande de Philippe Labro et Vincent Bolloré qui viennent de créer la chaîne,,. En 2006, Christophe Barbier, devenu directeur de la rédaction de L'Express, l'y rappelle comme rédacteur en chef du service « Livres », en cumul de ses fonctions au magazine Lire appartenant au même groupe. En 2007, il est chroniqueur sur France Info. En 2008, il quitte ses fonctions de rédacteur en chef à L'Express[réf. nécessaire] mais reste comme éditorialiste dans les pages « Livres ».
En octobre 2007, après avoir rencontré Philippe Vilamitjana – et soutenu par Philippe Labro et Jacques Chancel –, alors directeur des programmes de France 5, il se met à travailler avec la productrice Bérengère Casanova sur un projet d'émission littéraire pour remplacer Le Bateau livre de Frédéric Ferney. À partir du 4 septembre 2008, il anime La Grande Librairie chaque mercredi en première partie de soirée. Il est également producteur de l'émission avec sa société de production, Rosebud Productions, créée pour l'occasion en 2009.

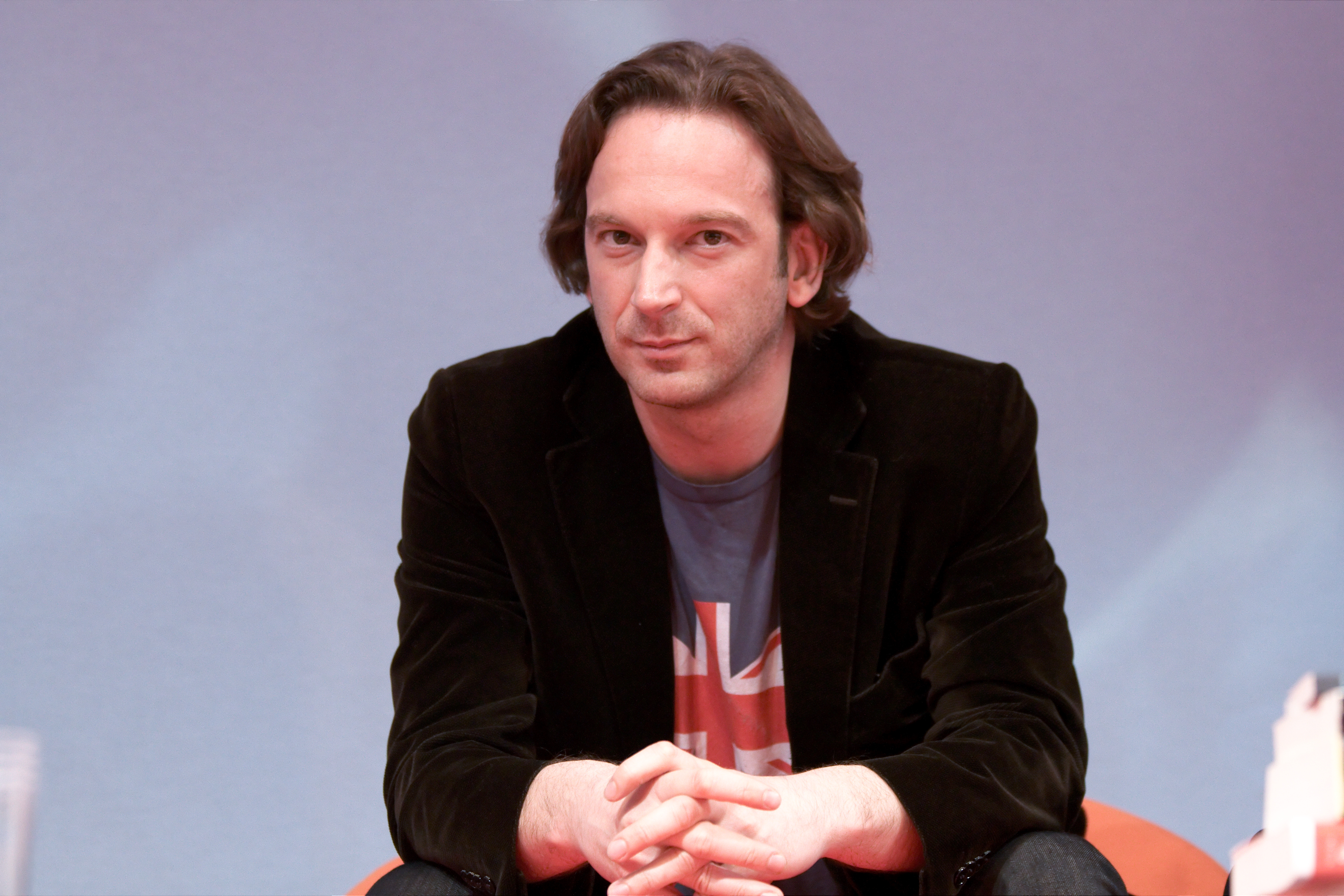
François Busnel au Salon du Livre de Paris de 2010.

À la rentrée 2010, il anime chaque jour à 17 h sur France Inter Le Grand Entretien, un face-à-face avec un écrivain, un artiste ou un scientifique à l'image de ce qu'était Radioscopie de Jacques Chancel. Mais il arrête la présentation trois ans plus tard. En 2011, il écrit et produit une série de sept films documentaires, Les Carnets de route de François Busnel, diffusés au rythme d'un par mois à partir d'octobre sur France 5. Pour cela, il traverse les États-Unis à la rencontre de grands romanciers américains qui témoignent de l'évolution et des différents visages de leur pays, comme Paul Auster, Joyce Carol Oates, Jim Harrison, Philip Roth, James Ellroy, Douglas Kennedy ou Richard Ford... Face au succès du projet, il refait une seconde série de six documentaires diffusées en 2013/2014, dans lesquels il part à la rencontre des écrivains britanniques tels que John le Carré, Ian Rankin, Edna O'Brien, Hanif Kureishi ou P. D. James.
En 2017, François Busnel lance, avec Éric Fottorino directeur du 1, America, une revue trimestrielle sur les États-Unis d'Amérique sous la présidence de Donald Trump, commentés par des auteurs américains.
En 2018, il crée Les Grands Mythes, une série documentaire écrite avec Gilbert Sinoué et Jean-Charles Paugam coproduite par ARTE France, Rosebud Productions et le Musée du Louvre, et diffusée par Arte. La série documentaire revisite la mythologie grecque en fusionnant animation, iconographie et art du récit. Dix épisodes de 26 minutes narrent l'Iliade et dix autres l'Odyssée, tous deux attribués au poète grec Homère.
Il annonce, en août 2020, la fin de la revue America (totalisant seize numéros) avec la fin de la législature de l'administration Trump considérant que, même réélu, sa publication pour quatre années supplémentaires n'aurait plus de sens, malgré des bonnes ventes trimestrielles, entre 30 000 et 40 000 exemplaires.
À l'occasion de la parution en français du premier tome des mémoires de Barack Obama, il obtient un entretien télévisé exclusif de l'ancien président américain pour France Télévisions (en partenariat avec le magazine America) diffusé le 17 novembre 2020 à la fin du journal de 20 heures d'Anne-Sophie Lapix sur France 2,,.
François Busnel confirme le 20 janvier 2021 qu'il édite son seizième et dernier numéro de la revue America.
Début juillet 2022, Delphine Ernotte, présidente de France Télévisions, annonce lors de la présentation des grilles de rentrée qu'Augustin Trapenard va succéder à François Busnel pour présenter La Grande Librairie, ce dernier, à la tête de l'émission depuis 14 ans, ayant choisi de se consacrer à des projets de réalisation. Le changement s'effectue le 6 juillet 2022 pour la 500ᵉ émission, en direct, François Busnel « intronisant » Augustin Trapenard. François Busnel continue cependant à présenter un programme court La P'tite Librairie, émission littéraire quotidienne de 1 minute 30 sur les chaînes de télévision publique françaises.
En 2023, il participe à l'album L'Extraordinarium de Dionysos en interprétant un titre.

## Vie privée et controverse
Lors de l'émission La Grande Librairie, il invite, le 15 septembre 2011, sa compagne Delphine de Vigan sans mentionner cette relation, et qu'il vouvoie lors d'une élogieuse entrevue. La direction de la chaîne l'ignore également ; Libération, Charlie Hebdo et Arrêt sur images s'emparent du sujet. Accusé de népotisme pour l'avoir invitée et avoir élogieusement complimenté son dernier ouvrage, Rien ne s'oppose à la nuit, François Busnel argue de sa bonne foi et fustige les « petits Saint-Just ».
Le couple a un fils, né le 24 août 2018

## Publications
- Ouvrage collectif, Les Mots du pouvoir : précis de vocabulaire, Paris, éd. Vinci, 1995, 266 p. (ISBN 2-910313-03-4).
- Mythologie grecque : contes et récits  (ill. Christophe Blain), Paris, Seuil, 2002, 190 p. (ISBN 2-02-055684-7).

### Préfaces
- Gilbert Sinoué, Des jours et des nuits ou Le Rire de Sara, Paris, Gallimard, coll. « Folio » (no 3731), 2002, 450 p. (ISBN 2-07-042453-7) ;
- Delphine de Vigan, Sylvain Tesson et Christine Sourgins, Lettres à mon libraire, Rodez et Paris, éd. du Rouergue et France Info, 2009, 119 p. (ISBN 978-2-8126-0078-4) ;
- Gérard Oberlé, Émilie, une aventure épistolaire, Paris, Grasset, 2011, 317 p. (ISBN 978-2-246-79071-6) ;
- La Grande Librairie : portraits d'écrivains  (photogr. Franck Courtès) (livre de photographies), Paris, éd. Place des Victoires, 2012, 295 p. (ISBN 978-2-8099-0188-7) ;
- Jul, La Grande Librairie : les 400 meilleurs dessins (livre de dessins), Paris, Delcourt, 2013, 251 p. (ISBN 978-2-7560-3807-0) ;
- Frederick Exley (trad. de l'anglais), Le Dernier Stade de la soif (roman), Toulouse, éd. Monsieur Toussaint Louverture, avril 2018, 507 p. (ISBN 979-10-90724-44-0) ;
- Jim Harrison (trad. de l'anglais), Dalva (roman), éd. 10/18, 2021, 517 p. (ISBN 978-2-264-01612-6).

## Filmographie
Sauf indication contraire, les informations mentionnées dans cette section peuvent être confirmées par les bases de données cinématographiques IMDb et Allociné,  présentes dans la section « Liens externes ».

### Réalisateur
- 2013 : Stefan Zweig - Histoire d'un européen (téléfilm documentaire)
- 2016 : Les Grands Mythes (série documentaire)
- 2022 : Seule la Terre est éternelle (documentaire consacré à Jim Harrison)
- 2024 : Les mythes vikings (série documentaire)

### Producteur (hors émissions)
- 2017 : Valérian, histoire d'une création (téléfilm documentaire) d'Avril Tembouret

### Acteur
François Busnel est apparu dans quelques films, notamment dans son propre rôle.
- 2009 : Des illusions d'Étienne Faure : lui-même
- 2014 : À coup sûr de Delphine de Vigan : le livreur
- 2017 : Moi et le Che de Patrice Gautier : lui-même

## Distinctions
- 1999 : prix de la critique littéraire du Salon de littérature européenne de Cognac[30] pour l'émission Envie de lire sur la radio BFM
- 2000 : 7 d'or de la meilleure émission éducative pour Les Écrans du savoir
- 2011 : laurier de la culture d’ une association[31] pour La Grande Librairie, dans une catégorie « meilleure émission culturelle de l’année »
- 2015 : prix Richelieu
- 2016 : prix Roland-Dorgelès Télévision[32]
- 2021 :  Officier des arts et lettres[33].